# Jacob Schram
Jacob Schram, er en norsk forretningsmand. Han er bedst kendt som den administrerende direktør for Norwegian Air Shuttle (fra 1. januar 2020), det største flyselskab i Skandinavien og det tredje største lavprisselskab i Europa.
Før Norwegian Air Shuttle arbejdede Jacob Schram for McKinsey & Company og McDonald's. Derefter havde han ledende stillinger i Circle K og Statoil Fuel & Retail.
Siden december 2018 er han rådgiver hos Antler, en global opstartgenerator.
Jacob Schram har en Master of Science i strategi fra Copenhagen Business School.

## Pris
- NACS European Industry Leader of the Year, 2017